# 仲村文弘
仲村 文弘（なかむら ふみひろ、1940年2月16日 - 2023年3月2日）は、日本の経営者。オリオンビール社長を務めた。沖縄県出身。

## 経歴・人物
1964年に千葉工業大学工業経営学科を卒業し、同年5月にオリオンビールに入社。1991年6月に取締役に就任し、1997年6月に常務、2001年6月に専務を経て、2003年6月に社長に就任。2009年6月には会長に就任。
琉球朝日放送取締役、沖縄セルラー電話監査役なども歴任。
2023年3月2日午後11時48分、病気のため浦添市の病院で死去。83歳没。